# لوتشيانو سيلفا دا سيلفا
لوتشيانو سيلفا دا سيلفا هو لاعب كرة قدم برازيلي، ولد في 13 يونيو 1987 في ساو باولو في البرازيل. لعب مع أتلتيكو براغانتينو ونادي إنترناسيونال.

## وصلات خارجية
- لوتشيانو سيلفا دا سيلفا على موقع قاعدة بيانات كرة القدم.إي يو (الإنجليزية)
- لوتشيانو سيلفا دا سيلفا على موقع Soccerway.com (الإنجليزية)